# Акесо
Акесо (грч. Ἀκεσώ) је у грчкој митологији била божанство исцељења рана и болести.

## Митологија
Била је кћерка бога Асклепија и Епионе и за разлику од њене сестре Панакеје, представљала је пре сам процес излечења, него само излечење. Њен мушки парњак је био Акесис (или Акес).

## Уметност
На грчким рељефима је представљана заједно са својим оцем и сестрама Панакејом, Хигиејом и Јасо.